# Johan von Hoberg
Johan von Hoberg (1470-1525) heer van Tatenhausen en ambachtsheer van Waldenburg. Hij was een zoon van Reineke von Hoberg (ca. 1426 - voor 1471).
Hij trouwde met Barbara van Böckenförde-Schüngel (1475-1540). Zij was een dochter van Hermann van Böckenförde heer van Schüngel, Oevinghausen en Neheim (-1487) en Margareta von Plettenberg. Hermann was een zoon van Albert van Böckenförde-Schüngel bezitter van de Burg Neheim. Margaretha was een dochter van Engelbert van Plettenberg zu Waldenburg. In 1526 krijgt Barbara Schungels, weduwe van Johann Hoberch, de renten uit het Hof Aldenhoff, van Hovestadt enz.
Uit zijn huwelijk zijn onder anderen de volgende kinderen geboren:
- Anna von Hoberg (-na 1554)
- Johann von Hoberg
- Heinrich von Hoberg zu Waldenburg (-1542)
- Clara von Hoberg zu Tatenhausen (ca. 1498-). Zij trouwde met Goswin II Kettler zu Hövestadt heer van Hovestadt (1475-). Hij was een zoon van Godhard I Kettler zu Neu-Assen (ca. 1450-1518) heer van Neu-Assen, Mellrich, Hovestadt, Eggeringhausen en Pandheer van Stromberg en Margaretha van Bronckhorst-Batenburg (1451-1505).

Zijn vader was een zoon van Hendrik von Hoberg (1390-1444) en Margaretha (Martha / Mette) Kettler (1400-1455).
Na het overlijden van zijn broer Bernd ca. 1490 wordt Johan heer van Tatenhausen.

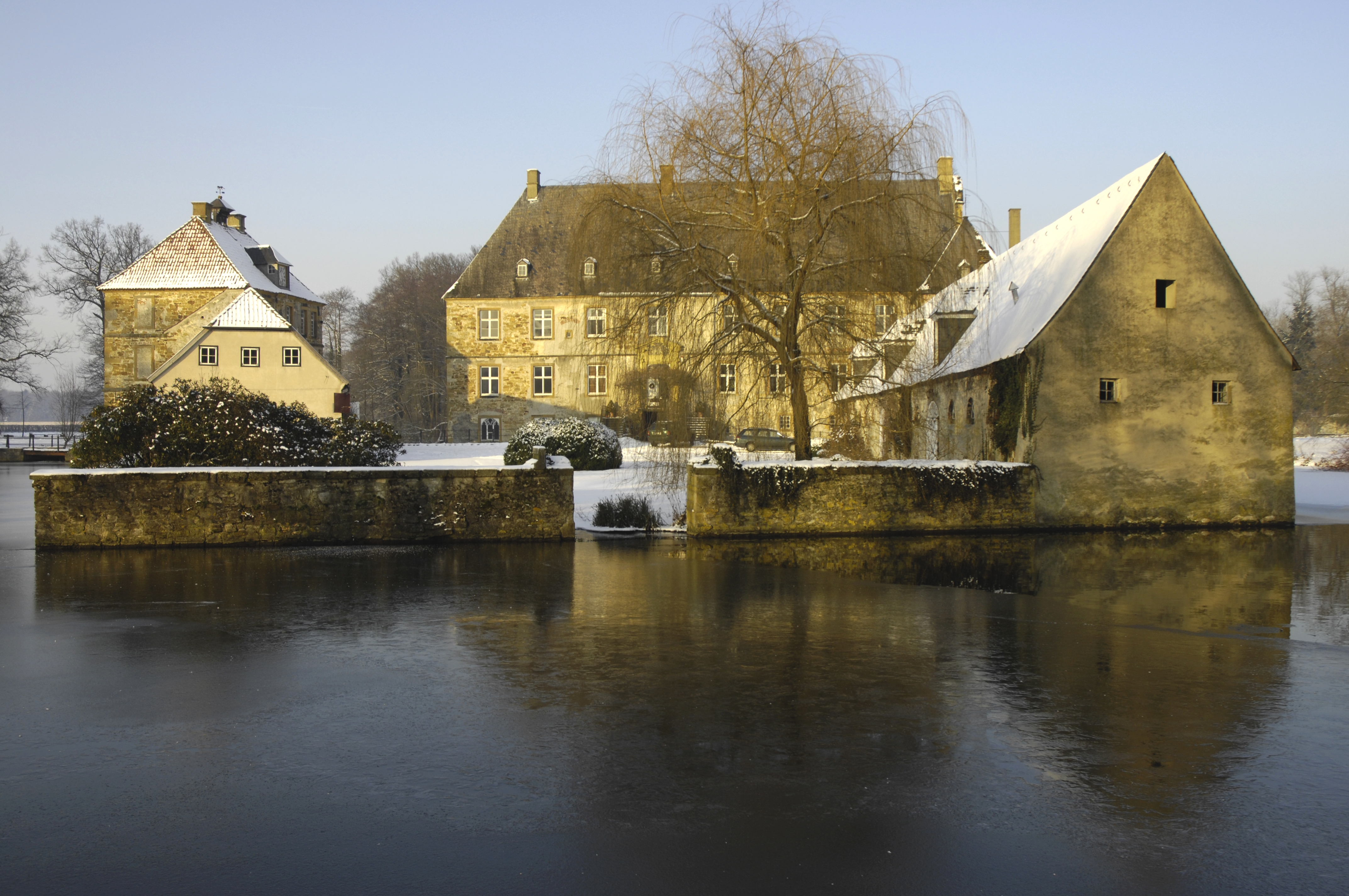
Slot Tatenhausen
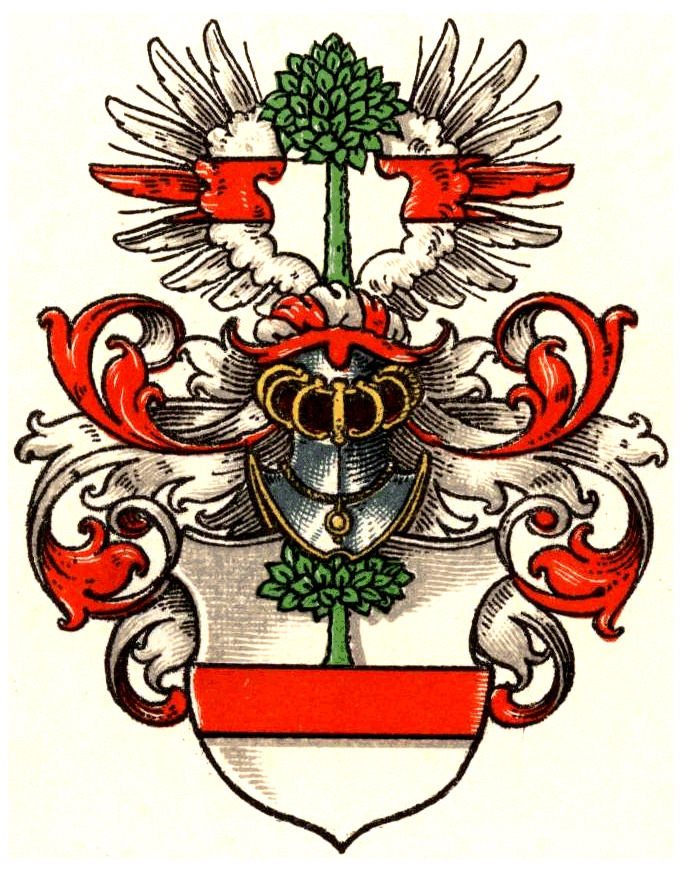
Wapen von Böckenförde-Schüngel